# Trivij

Trivij je nižji del sedmih svobodnih umetnosti in obsega slovnico, logiko in retoriko.
Trivij je impliciten v De nuptiis Philologiae et Mercurii (»O poroki filologije in živega srebra«) Martianusa Capelle, vendar se izraz ni uporabljal do karolinške renesanse, ko je bil skovan kot posnemanje prejšnjega kvadrivija. Slovnica, logika in retorika so bile bistvene za klasično izobraževanje, kot je razloženo v Platonovih dialogih. Tri predmete skupaj so v srednjem veku označevali z besedo trivium, vendar je bila tradicija prvega učenja teh treh predmetov vzpostavljena v stari Grčiji s strani retorikov, kot je Izokrat.:12-23 Sodobne ponovitve so prevzele različne oblike.

## Etimologija
Etimološko latinska beseda trivium pomeni »kraj, kjer se srečajo tri ceste« (tri + via); zato so predmeti triviuma temelj za quadrivium, višji del srednjeveškega izobraževanja v svobodnih umetnostih, ki ga sestavljajo aritmetika (števila kot abstraktni pojmi), geometrija (števila v prostoru), glasba (števila v času) in astronomija (števila v prostoru in času). Izobraževalno sta trivij in kvadrivij študentu posredovala sedem svobodnih umetnosti klasične antike.

## Opis
Slovnica učenca uči mehanike jezika. To je korak, kjer učenec »pride do izraza«, definira predmete in informacije, ki jih zaznava pet čutil. Od tod zakon identitete: drevo je drevo in ne mačka.
Logika (tudi dialektika) je »mehanika« mišljenja in analize, proces sestavljanja trdnih argumentov in prepoznavanja napačnih argumentov in izjav ter tako sistematično odstranjuje protislovja, s čimer proizvaja dejansko znanje, ki mu je mogoče zaupati.
Retorika je uporaba jezika za poučevanje in prepričevanje poslušalca in bralca. To je znanje (slovnica), ki se zdaj razume (logika) in se prenaša navzven kot modrost (retorika).
Aristotel je retoriko definiral kot »moč zaznavanja v vsaki stvari tistega, kar je sposobno proizvesti prepričljivost«.
Sestra Miriam Joseph je v The Trivium: The Liberal Arts of Logic, Grammar, and Rhetoric (2002) opisala trivium takole:
Slovnica je umetnost izumljanja simbolov in njihovega kombiniranja za izražanje misli; logika je umetnost mišljenja; in retorika je umetnost sporočanja misli iz enega uma v drugega, prilagajanje jezika okoliščinam.
. . .

Slovnica se ukvarja s stvarjo, kot-je-simbolizirana. Logika se ukvarja s stvarjo, kot-je-znana. Retorika se ukvarja s stvarjo, kot-se-sporoča.
John Ayto je v Dictionary of Word Origins (1990) zapisal, da je študij triviuma (slovnice, logike in retorike) potrebna priprava na študij quadriviuma (aritmetika, geometrija, glasba in astronomija). Za srednjeveškega študenta je bil trivium kurikularni začetek usvajanja sedmih svobodnih umetnosti; kot tak je bil glavni dodiplomski študij. Beseda trivialno je nastala iz nasprotja med preprostejšim triviumom in težjim kvadriviumom.